# Ròcafòrt (Arieja)
Ròcafòrt (en francès Roquefort-les-Cascades) és un municipi francès del departament de l'Arieja i la regió d'Occitània.